# Гай Лівій Салінатор
Гай Лівій Салінатор (Gaius Livius Salinator, 234 до н. е. —170 до н. е.) — політичний та військовий діяч Римської республіки.

## Життєпис
Походив з плебейського роду Лівіїв. Син Марка Лівія Салінатора, консула 219 та 207 років до н. е.
У 211 році до н. е. увійшов до колегії понтифіків. У 204 році до н. е. стає еділом, у 202 році до н. е. обіймав посаду претора. Під час своєї каденції боровся проти карфагенян у Брутіумі. У 199–198 роках до н. е. керував флотом під час Першої македонської війни.
У 193 році до н. е. очолював кінноту під час війни проти гальського племені боїв. Звитяжив під час битви при Мутіні. Того ж року балотувався на посаду консула, проте програв. У 191 році до н. е. вдруге стає претором. Того ж року йому доручається римський флот для боротьби проти сирійців в Егейському морі. На цій посаді Лівій не виявив якоїсь активності. Значний час знаходився на своїй базі на о. Егіна. Втім, об'єднавшись з пергамським флотом Евмена II, біля Кіської гавані завдав поразки сирійському флоту на чолі із Поліксенідом.
У 190 році до н. е. очолив посольство до Пруссія I, царя Віфінії, якого зумів перетягнути на бік Риму у боротьбі із царем Антіохом III Селевкідом. По поверненню до Риму обирається консулом на 188 рік до н. е. (разом з Марком Валерієм Месаллою). У 187 році як проконсул керував провінцією Цизальпійська Галлія. Під час своєї каденції заснував місто Форум Лівія (сучасне м.Форлі).